# حسین اسلامی
حسین اسلامی (زادهٔ ۱۳۴۵ - درگذشته ۱۲ شهریور ۱۳۹۰) نمایندهٔ حوزهٔ انتخابیهٔ ساوه و زرندیه در دورهٔ هفتم مجلس شورای اسلامی بوده است. وی پیش‌تر در دورهٔ هشتم نیز عضو این مجلس بود.
اسلامی که نایب رئیس و سخنگوی کمیسیون اصل ۹۰ مجلس شورای اسلامی و رئیس مجمع نمایندگان استان مرکزی در مجلس بوده است در ۱۲ شهریور ۱۳۹۰ به دلیل ایست قلبی در بیمارستان شهید چمران تهران درگذشت.